# Фирма (фильм, 1993)
«Фи́рма» — американский художественный фильм, экранизация одноимённого романа Джона Гришэма. В США фильм выпускался на VHS изданием Paramount Home Video, в России распространялся на «пиратских» видеокассетах VHS с переводом А. Гаврилова и Леонида Володарского.

## Сюжет
Молодой и честолюбивый выпускник Гарварда Митч Макдир поступает работать в юридическую фирму, где ему предложили фантастические условия работы. Погибают двое его коллег: Ходжис и Козински. Один из клиентов фирмы, Сони Кэппс, прямо обвиняет юристов фирмы, что они бандиты. Воспользовавшись оплошностью своего куратора Эйвери Толара, Митч попадает в хранилище секретных документов фирмы в бунгало на Каймановых островах. Найдя папки с описанием тёмных делишек фирмы, Митч понимает, что фирма работает на мафию.
Митч нанимает детектива Эдди Ломакса, чтобы тот расследовал обстоятельства гибели его коллег, но Ломакса расстреливает прямо в офисе бандит Скандинав с подручным. Тэнни, секретарша Эдди, спрятавшись под столом, становится свидетелем убийства. Она предлагает Митчу свою помощь в расследовании.
Митча начинают преследовать агенты ФБР, делая странные намёки. Они устраивают ему встречу с чиновником министерства юстиции Войлсом, который сообщает ему, что фирма работает на чикагский мафиозный клан Моролто. Митч рассказывает всё Эбби, своей жене. Та сначала закатывает истерику, но потом соглашается помочь Митчу.
Эбби едет с Толаром на Кайманы. Эбби отвечает на ухаживания Эйвери, объясняя это желанием наказать Митча за измену. Она подмешивает Эйвери снотворное, после чего вместе с Тэнни копирует секретные документы. Фирма посылает Скандинава на Кайманы. После звонка от партнёров фирмы Эйвери понимает, что Эбби помогает своему мужу обмануть фирму, но отпускает её и спокойно ожидает убийц.
Рэй Макдир, брат Митча, находится в тюрьме, и Митч договаривается с ФБР о его освобождении. Однако предатель, работающий в тюрьме, отправляет в службу безопасности фирмы факс с информацией о том, что Рэй уехал из тюрьмы с агентом ФБР без наручников.
Митч залезает в компьютер Эйвери, но в этот момент ему звонят из ФБР, предупреждая что он раскрыт. Митч спасается от службы безопасности фирмы де Вешера, выпрыгнув из окна на улицу. Он прячется в подвале ремонтируемого офисного здания, где де Вешер по ошибке убивает Скандинава. Митч обезоруживает де Вешера и скрывается.
Митч отправляется к приехавшим из Чикаго братьям Моролто. Ему удаётся убедить главарей мафии в своей невиновности перед ними. Он заявляет, что всего лишь расследовал махинации с «накруткой» рабочих часов юристов фирмы, из-за которых клиентам выставлялись незаконно увеличенные счета. Он договаривается, что подпишет договор с братьями Моролто в качестве их адвоката и поверенного в делах, что навсегда запретит ему свидетельствовать против Моролто в любых расследованиях. На Каймановых островах были сделаны копии с документов фирмы, и смерть Митча теперь не в интересах клана Моролто.
Митч встречается с Уэйном Терренсом, старшим по званию агентом ФБР, работающим против фирмы. Митч заявляет, что ФБР может привлечь всех сотрудников Фирмы за махинации в счетах клиентам. За каждый случай такой махинации ответственность по федеральному закону составляет 10 тысяч долларов штрафа и 5 лет тюрьмы. Суммарно по 250 инцидентам ФБР может предъявить обвинения сотрудникам фирмы с суммарным возможным тюремным сроком 1250 лет и штрафами на 2.5 миллиона долларов.
После этого вместе с женой Митч уезжает в Бостон с надеждой самостоятельно открыть небольшую юридическую контору.

## Оценки
- Рейтинг кинокритиков 76 % (49)
- Оскар, 1994 год (2 номинации):
  - Лучшая женская роль второго плана (Холли Хантер)
  - Лучший оригинальный саундтрек
- Премия канала «MTV», 1994 год (2 номинации):
  - Самый желанный мужчина (Том Круз)
  - Лучшая мужская роль (Том Круз)
- Британская академия, 1994 год (одна номинация):
  - Лучшая женская роль второго плана (Холли Хантер)

## В ролях
| Актёр            | Роль            |
| ---------------- | --------------- |
| Том Круз         | Митч Макдир     |
| Джинн Трипплхорн | Эбби Макдир     |
| Джин Хэкмен      | Эйвери Толэр    |
| Хэл Холбрук      | Оливер Лэмберт  |
| Терри Кинни      | Ламэр Куинн     |
| Уилфорд Бримли   | Уильям де Вашер |
| Эд Харрис        | Уэйн Тэррэнс    |
| Холли Хантер     | Тэмми Хемфилл   |
| Дэвид Стрэтэйрн  | Рэй Макдир      |
| Гэри Бьюзи       | Эдди Ломэкс     |

| Актёр            | Роль                |
| ---------------- | ------------------- |
| Стивен Хилл      | Дэнтон Войлс        |
| Тобин Белл       | Скандинав           |
| Дин Норрис       | приземистый человек |
| Барбара Гэррик   | Кэй Куинн           |
| Джерри Хардин    | Ройс Макнайт        |
| Пол Кальдерон    | Томас Ричи          |
| Джерри Вайнтрауб | Сони Капс           |
| Марго Мартиндейл | Нина Хафф           |
| Джо Витерелли    | Джои Моролто        |
| Пол Сорвино      | Томми Моролто       |

## Отзывы
На сайте-агрегаторе Rotten Tomatoes фильм имеет рейтинг 75% на основании 57 критических отзывов.